# Aloe whitcombei
Aloe whitcombei é uma espécie de liliopsida do gênero Aloe, pertencente à família Asphodelaceae.